# Küréné
Küréné (más nevein Kiréné, Cyrene, ógörög: Κυρήνη) romváros Líbia északkeleti részén, a Földközi-tenger partvonalának közelében, a mai Shahhat (arab: شحات) település mellett található.
Eredetileg a Kirenaika (Cyrenaica) ókori tartomány fővárosa, ahol százezren is laktak. A napistennek szentelt Zeusz-temploma nagyobb volt, mint az athéni Parthenón, és a város hatalmát hirdette. 
Itt volt a kürénéi hedonista görög filozófiai iskola székhelye is. A Kr. e. 4. században Afrika egyik legnagyobb városa volt, ebben az időben Afrika Athénjénak is becézték.

## Történelem
A várost az ókori Thíra gyarmatként alapította Kr. e. 631-ben. Nemsokára a hellenisztikus világ egyik legfontosabb városává fejlődött.
A helyiek jólétét a szilfion (görög σίλφιον, latin: silphium) az ókor egyik fontos és értékes fűszer- és gyógynövényének termesztése és kereskedelme adta. Ez a növény csak itt, az észak-afrikai Kürenaika tartomány keskeny tengerparti sávjában termett. Nagy fontosságára volt jellemző, hogy Küréné minden pénzérméjét is e növény képével díszítették.
Nagy Sándor halála után az akkor Kürénaika nevet viselő város az egyiptomi Ptolemaiosz-dinasztia kezére került, majd  Kr. e. 74-ben a Római Birodalomhoz csatolták. Egyik virágkorát Augustus császár alatt élte, azonban Traianus uralkodása alatt 117-ben hadserege levert egy lázadást itt.
A város a befolyását egészen 365-ig meg tudta őrizni, amikor is egy földrengés rombolta le és utána gyors hanyatlásnak indult és elnéptelenedett.

## Napjainkban
A területen három épületegyüttes található az i. e. 4. századi Apollón-szentély, az Akropolisz és az Agóra, valamint az ókor egyik legkiterjedtebb és legváltozatosabb nekropolisza. A többi fennmaradt épület az i. e. 5. században emelt Zeusz-templom, az i. e. 6. századi Artemisz-templom, a görög színház, amit Hadrianus idejében amfiteátrummá alakítottak, az Agóra mellett álló Démétér-szentély, az Odeon, és a fórum. Ezenkívül a déli kapu közelében látható a római színház, egy mozaikokkal díszített kora keresztény bazilika és sziklából kivágott sírok.

## Fordítás
- Ez a szócikk részben vagy egészben  a   Kyrene című német Wikipédia-szócikk fordításán alapul.  Az eredeti cikk szerkesztőit annak laptörténete sorolja fel. Ez a jelzés csupán a megfogalmazás eredetét és a szerzői jogokat jelzi, nem szolgál a cikkben szereplő információk forrásmegjelöléseként.